# Союз-ФГ
«Союз-ФГ» — ракета-носитель из семейства Р-7, модификация ракеты-носителя «Союз-У». Разработка велась параллельно с созданием модернизированных ракет-носителей «Союз-2» для обеспечения запусков космических кораблей «Союз ТМА» и грузовых кораблей «Прогресс» к МКС.
Основные отличия от РН «Союз-У» заключаются в применении модернизированных двигателей 1-й и 2-й ступеней с новыми форсуночными головками (отсюда «ФГ» в названии ракеты), разработанных для ракеты-носителя «Союз-2» с минимальными доработками системы управления. Её энергетические возможности примерно на 250—300 кг выше возможностей базовой РН «Союз». Однако, область её применения всё же ограничена возможностями аналоговой системы управления.
Основное назначение — запуск КК «Союз МС» к МКС. После завершения лётно-конструкторских испытаний РН «Союз-2» планируется замена в пилотируемой программе «Союза-ФГ» на «Союз-2». Также используется для коммерческих запусков европейских и американских спутников и КА научного назначения. «Союз-ФГ» с разгонным блоком «Фрегат» использовались для запуска межпланетных станций «Марс-экспресс» в 2003 году и «Венера-экспресс» в 2005 году.
Подтверждённый показатель эксплуатационной надёжности ракеты-носителя «Союз-ФГ» на 2017 год — 0,985.
В целях импортозамещения планируется переход с ракеты-носителя «Союз-ФГ», использующей украинскую аналоговую систему управления производства ГНПП «Коммунар», на модифицированную «Союз-2.1а», оснащенную российской цифровой системой управления, разработанной НПО автоматики имени академика Н. А. Семихатова. 
Использование ракеты прекращено в конце сентября 2019 года.

## Энергетические возможности РН «Союз-ФГ» при пусках с «Байконура»
| Наклонение, градус | Средняя высота круговой орбиты, км | Выводимая масса полезного груза, кг |
| ------------------ | ---------------------------------- | ----------------------------------- |
| 51,6               | 200                                | 7130                                |
| 64,9               | 190                                | 6850                                |
| 70,4               | 200                                | 6790                                |

## Список пусков РН «Союз-ФГ»
| №  | Дата             | Разгонный блок | Полезная нагрузка                                                  | Стартовый комплекс   | Результат |
| -- | ---------------- | -------------- | ------------------------------------------------------------------ | -------------------- | --------- |
| 1  | 21 мая 2001      | —              | «Прогресс М1-6»                                                    | «Байконур» ПУ № 1/5  | Успех     |
| 2  | 26 ноября 2001   | —              | «Прогресс М1-7»                                                    | «Байконур» ПУ № 1/5  | Успех     |
| 3  | 25 сентября 2002 | —              | «Прогресс М1-9»                                                    | «Байконур» ПУ № 1/5  | Успех     |
| 4  | 30 октября 2002  | —              | «Союз ТМА-1»                                                       | «Байконур» ПУ № 1/5  | Успех     |
| 5  | 26 апреля 2003   | —              | «Союз ТМА-2»                                                       | «Байконур» ПУ № 1/5  | Успех     |
| 6  | 2 июня 2003      | «Фрегат»       | Mars Express, Beagle 2                                             | «Байконур» ПУ № 31/6 | Успех     |
| 7  | 18 октября 2003  | —              | «Союз ТМА-3»                                                       | «Байконур» ПУ № 1/5  | Успех     |
| 8  | 27 декабря 2003  | «Фрегат»       | AMOS-2                                                             | «Байконур» ПУ № 31/6 | Успех     |
| 9  | 19 апреля 2004   | —              | «Союз ТМА-4»                                                       | «Байконур» ПУ № 1/5  | Успех     |
| 10 | 14 октября 2004  | —              | «Союз ТМА-5»                                                       | «Байконур» ПУ № 1/5  | Успех     |
| 11 | 15 апреля 2005   | —              | «Союз ТМА-6»                                                       | «Байконур» ПУ № 1/5  | Успех     |
| 12 | 13 августа 2005  | «Фрегат»       | Galaxy 14                                                          | «Байконур» ПУ № 31/6 | Успех     |
| 13 | 1 октября 2005   | —              | «Союз ТМА-7»                                                       | «Байконур» ПУ № 1/5  | Успех     |
| 14 | 9 ноября 2005    | «Фрегат»       | Venus Express                                                      | «Байконур» ПУ № 31/6 | Успех     |
| 15 | 28 декабря 2005  | «Фрегат»       | GIOVE-A                                                            | «Байконур» ПУ № 31/6 | Успех     |
| 16 | 30 марта 2006    | —              | «Союз ТМА-8»                                                       | «Байконур» ПУ № 1/5  | Успех     |
| 17 | 18 сентября 2006 | —              | «Союз ТМА-9»                                                       | «Байконур» ПУ № 1/5  | Успех     |
| 18 | 7 апреля 2007    | —              | «Союз ТМА-10»                                                      | «Байконур» ПУ № 1/5  | Успех     |
| 19 | 30 мая 2007      | «Фрегат»       | Globalstar M065, Globalstar M069, Globalstar M071, Globalstar M072 | «Байконур» ПУ № 31/6 | Успех     |
| 20 | 10 октября 2007  | —              | «Союз ТМА-11»                                                      | «Байконур» ПУ № 1/5  | Успех     |
| 21 | 21 октября 2007  | «Фрегат»       | Globalstar M066, Globalstar M067, Globalstar M068, Globalstar M070 | «Байконур» ПУ № 31/6 | Успех     |
| 22 | 14 декабря 2007  | «Фрегат»       | RADARSAT-2                                                         | «Байконур» ПУ № 31/6 | Успех     |
| 23 | 8 апреля 2008    | —              | «Союз ТМА-12»                                                      | «Байконур» ПУ № 1/5  | Успех     |
| 24 | 27 апреля 2008   | «Фрегат»       | GIOVE-B                                                            | «Байконур» ПУ № 31/6 | Успех     |
| 25 | 12 октября 2008  | —              | «Союз ТМА-13»                                                      | «Байконур» ПУ № 1/5  | Успех     |
| 26 | 26 марта 2009    | —              | «Союз ТМА-14»                                                      | «Байконур» ПУ № 1/5  | Успех     |
| 27 | 27 мая 2009      | —              | «Союз ТМА-15»                                                      | «Байконур» ПУ № 1/5  | Успех     |
| 28 | 30 сентября 2009 | —              | «Союз ТМА-16»                                                      | «Байконур» ПУ № 1/5  | Успех     |
| 29 | 21 декабря 2009  | —              | «Союз ТМА-17»                                                      | «Байконур» ПУ № 1/5  | Успех     |
| 30 | 2 апреля 2010    | —              | «Союз ТМА-18»                                                      | «Байконур» ПУ № 1/5  | Успех     |
| 31 | 16 июня 2010     | —              | «Союз ТМА-19»                                                      | «Байконур» ПУ № 1/5  | Успех     |
| 32 | 8 октября 2010   | —              | «Союз ТМА-01М»                                                     | «Байконур» ПУ № 1/5  | Успех     |
| 33 | 15 декабря 2010  | —              | «Союз ТМА-20»                                                      | «Байконур» ПУ № 1/5  | Успех     |
| 34 | 5 апреля 2011    | —              | «Союз ТМА-21»                                                      | «Байконур» ПУ № 1/5  | Успех     |
| 35 | 8 июня 2011      | —              | «Союз ТМА-02М»                                                     | «Байконур» ПУ № 1/5  | Успех     |
| 36 | 14 ноября 2011   | —              | «Союз ТМА-22»                                                      | «Байконур» ПУ № 1/5  | Успех     |
| 37 | 21 декабря 2011  | —              | «Союз ТМА-03М»                                                     | «Байконур» ПУ № 1/5  | Успех     |
| 38 | 15 мая 2012      | —              | «Союз ТМА-04М»                                                     | «Байконур» ПУ № 1/5  | Успех     |
| 39 | 15 июля 2012     | —              | «Союз ТМА-05М»                                                     | «Байконур» ПУ № 1/5  | Успех     |
| 40 | 22 июля 2012     | «Фрегат»       | «Канопус-В» № 1, «Зонд-ПП», БКА, exactView-1, TET-1                | «Байконур» ПУ № 31/6 | Успех     |
| 41 | 23 октября 2012  | —              | «Союз ТМА-06М»                                                     | «Байконур» ПУ № 31/6 | Успех     |
| 42 | 19 декабря 2012  | —              | «Союз ТМА-07М»                                                     | «Байконур» ПУ № 1/5  | Успех     |
| 43 | 29 марта 2013    | —              | «Союз ТМА-08М»                                                     | «Байконур» ПУ № 1/5  | Успех     |
| 44 | 29 мая 2013      | —              | «Союз ТМА-09М»                                                     | «Байконур» ПУ № 1/5  | Успех     |
| 45 | 26 сентября 2013 | —              | «Союз ТМА-10М»                                                     | «Байконур» ПУ № 1/5  | Успех     |
| 46 | 7 ноября 2013    | —              | «Союз ТМА-11М»                                                     | «Байконур» ПУ № 1/5  | Успех     |
| 47 | 26 марта 2014    | —              | «Союз ТМА-12М»                                                     | «Байконур» ПУ № 1/5  | Успех     |
| 48 | 28 мая 2014      | —              | «Союз ТМА-13М»                                                     | «Байконур» ПУ № 1/5  | Успех     |
| 49 | 26 сентября 2014 | —              | «Союз ТМА-14М»                                                     | «Байконур» ПУ № 1/5  | Успех     |
| 50 | 24 ноября 2014   | —              | «Союз ТМА-15М»                                                     | «Байконур» ПУ № 31/6 | Успех     |
| 51 | 27 марта 2015    | —              | «Союз ТМА-16М»                                                     | «Байконур» ПУ № 1/5  | Успех     |
| 52 | 23 июля 2015     | —              | «Союз ТМА-17М»                                                     | «Байконур» ПУ № 1/5  | Успех     |
| 53 | 2 сентября 2015  | —              | «Союз ТМА-18М»                                                     | «Байконур» ПУ № 1/5  | Успех     |
| 54 | 15 декабря 2015  | —              | «Союз ТМА-19М»                                                     | «Байконур» ПУ № 1/5  | Успех     |
| 55 | 18 марта 2016    | —              | «Союз ТМА-20М»                                                     | «Байконур» ПУ № 1/5  | Успех     |
| 56 | 7 июля 2016      | —              | «Союз МС-01»                                                       | «Байконур» ПУ № 1/5  | Успех     |
| 57 | 19 октября 2016  | —              | «Союз МС-02»                                                       | «Байконур» ПУ № 31/6 | Успех     |
| 58 | 17 ноября 2016   | —              | «Союз МС-03»                                                       | «Байконур» ПУ № 1/5  | Успех     |
| 59 | 20 апреля 2017   | —              | «Союз МС-04»                                                       | «Байконур» ПУ № 1/5  | Успех     |
| 60 | 28 июля 2017     | —              | «Союз МС-05»                                                       | «Байконур» ПУ № 1/5  | Успех     |
| 61 | 13 сентября 2017 | —              | «Союз МС-06»                                                       | «Байконур» ПУ № 1/5  | Успех     |
| 62 | 17 декабря 2017  | —              | «Союз МС-07»                                                       | «Байконур» ПУ № 1/5  | Успех     |
| 63 | 21 марта 2018    | —              | «Союз МС-08»                                                       | «Байконур» ПУ № 1/5  | Успех     |
| 64 | 6 июня 2018      | —              | «Союз МС-09»                                                       | «Байконур» ПУ № 1/5  | Успех     |
| 65 | 11 октября 2018  | —              | «Союз МС-10»                                                       | «Байконур» ПУ № 1/5  | Авария    |
| 66 | 16 ноября 2018   | —              | «Прогресс МС-10»                                                   | «Байконур» ПУ № 1/5  | Успех     |
| 67 | 3 декабря 2018   | —              | «Союз МС-11»                                                       | «Байконур» ПУ № 1/5  | Успех     |
| 68 | 14 марта 2019    | —              | «Союз МС-12»                                                       | «Байконур» ПУ № 1/5  | Успех     |
| 69 | 20 июля 2019     | —              | «Союз МС-13»                                                       | «Байконур» ПУ № 1/5  | Успех     |
| 70 | 25 сентября 2019 | —              | «Союз МС-15»                                                       | «Байконур» ПУ № 1/5  | Успех     |